# Tentacles of Whorror
Tentacles of Whorror è il secondo album in studio del gruppo black metal Leviathan, pubblicato nel 2004 dalla Moribund Records.

## Tracce
1. What Fresh Hell – 4:24
2. Heir To The Noose Of Ghoul – 4:27
3. Cut, With The Night Into Mine Heart – 5:13
4. A Bouquet Of Blood For Skull – 4:16
5. Deciphering Legend Within The Serpent's Briar – 6:48
6. A Necessary Mutilation – 4:40
7. Vexed And Vomit Hexed – 6:48
8. Tentacles Of Whorror (Revel The Tyrant) – 9:09
9. Requiem For A Turd World – 7:45
10. Blood Red And True: Part 3 (Plummeting Obscure) – 3:42
11. Mouth Orifice Bizarre – 6:49
12. The History Of Rape – 8:19